# Bundesanstalt für Milchforschung
Die Bundesanstalt für Milchforschung (BAfM) in Kiel war bis 2004 eine eigenständige Forschungsanstalt der Bundesrepublik Deutschland, seitdem ist sie Teil des Max Rubner-Instituts.

## Einordnung in den Forschungsverbund
Es war eine von elf Ressortforschungseinrichtungen des Bundesministeriums für Verbraucherschutz, Ernährung und Landwirtschaft. Die BAfM hatte den Auftrag, die wissenschaftlichen Grundlagen der Qualität, Verarbeitung und Vermarktung von Milch und anderen Lebensmitteln zu erarbeiten sowie die Voraussetzungen für eine sinnvolle Verwendung dieser Erzeugnisse für eine gesunde Ernährung zu schaffen. Die so gewonnenen Erkenntnisse waren eine Entscheidungshilfe in der Verbraucher-, Ernährungs- und Landwirtschaftspolitik und standen den Verbrauchern und der Land- und Milchwirtschaft zur Verfügung. Die BAfM bildete zusammen mit der Bundesanstalt für Getreide-, Kartoffel- und Fettforschung in Detmold bzw. Münster, der Bundesanstalt für Fleischforschung in Kulmbach und der Bundesforschungsanstalt für Ernährung in Karlsruhe den Forschungsverbund „Produkt- und Ernährungsforschung“.
Im Zuge der Neuordnung des Verbraucherschutzes wurden die vier Anstalten des Forschungsverbundes 2004 zu einer gemeinsamen Forschungsanstalt zusammengeführt, die seit 2008 Max Rubner-Institut heißt.

## Geschichte der Milchforschung
Die staatlich organisierte milchwirtschaftliche Forschung in Preußen begann 1877 mit der Gründung einer Landwirtschaftlichen Versuchsstation. Zunächst standen molkereitechnologische und ökonomische Fragen im Zentrum des Interesses. Die Mikrobiologie spielte noch keine Rolle, obwohl die Praxis des Molkereibetriebes schon lange „größte Reinlichkeit bei der Behandlung der Milch und bei der Herstellung von Butter und Käse“ vorschrieb. Nachdem aber Louis Pasteur die Milchsäuregärung auf die Vermehrung stäbchenförmiger Bakterien zurückgeführt, Robert Koch die mikrobiologischen Techniken entscheidend verbessert und Joseph Lister 1878 die erste bakterielle Reinkultur hergestellt hatte (Bacterium lactis, heute: Lactococcus lactis), waren die Voraussetzungen für die Erkennung der mikrobiologischen Ursachen der Probleme bei der Herstellung von Milchprodukten, insbesondere von Butter und Käse, geschaffen.
1889 wurde eine bakteriologische Abteilung gegründet, die 1922 innerhalb der neu gegründeten Preußischen Versuchs- und Forschungsanstalt für Milchwirtschaft den Status eines Instituts für Bakteriologie erhielt.
Die Anstalt wurde 1950 in die staatliche Verwaltung übernommen und 1966 in Bundesanstalt für Milchforschung umbenannt; aus dem bakteriologischen Institut wurde das Institut für Mikrobiologie. Die mikrobiologische Milchforschung in Kiel ist eng verbunden mit den Namen der Institutsleiter, die während des Bestehens am Institut tätig waren:
- Hermann Weigmann (1889–1921)
- Wilhelm Hermann Henneberg (1922–1936)
- Andreas Lembke (1936–1975)
- Michael Teuber (1976–1990)
- Knut J. Heller (ab 1992)

Ein vielfältiges Themenspektrum wurde in dieser Zeit bearbeitet: Beispielsweise die Herstellung von Starterkulturen (ursprünglich Säurewecker genannt) für die Milchwirtschaft, die Charakterisierung und Entwicklung von Vermeidungsstrategien für pathogene und saprophytäre Mikroorganismen sowie für Viren, Fragen des Einflusses von Mikroorganismen auf die Ernährung, die molekularbiologische Charakterisierung von Bakterien und Bakteriophagen sowie die Herstellung gentechnisch veränderter Mikroorganismen und ihre Bewertung im Rahmen der Biologischen Sicherheitsforschung.

## Forschungsthemen
Ab 1992 wurde das Institut von Knut J. Heller geleitet. Etwa 30 Mitarbeiter befassten sich in fünf Arbeitsgruppen mit folgenden Projekten:
Für die Herstellung fermentierter Milchprodukte wurden erwünschte Mikroorganismen charakterisiert und effiziente, sichere und definierte mikrobiologische und biotechnologische Systeme entwickelt und bewertet. Dazu gehören auch Untersuchungen zur biologischen Sicherheit gentechnisch veränderter Starterbakterien.
Beispielsweise entwickelten Mitarbeiter definierte Oberflächenstarterkulturen für Rotschmiere-Käse wie Tilsiter-, Weich- und Sauermilchkäse. Sie charakterisierten plasmidkodierte Eigenschaften von Streptococcus thermophilus und suchten nach neuen Verfahren zur Jogurt-Herstellung durch Selektion spezifischer S. thermophilus- und Lactobacillus delbrueckii subsp. bulgaricus–Stämme, um beispielsweise mildere Produkte mit geringer Nachsäuerung während der Haltbarkeitsdauer zu erhalten.
Für erwünschte Mikroorganismen entwickelt und bewertete das Institut Nachweisverfahren. So wurden beispielsweise Starterbakterien und Probiotika in kommerziellen Milchprodukten nach Art und Gattung bestimmt und die biologische Vielfalt erwünschter Bakterien erfasst.
Da zukünftig auch der Einfluss solcher Bakterien auf die Darmflora bewertet werden sollte, wurde bereits gezeigt, dass auch Jogurtbakterien die Magen-Darm-Passage in nennenswerten Zahlen überstehen können. Ein weiteres Arbeitsgebiet war die Vermeidung von Fehlproduktionen durch Bakteriophagen-Infektionen, wofür ein Phagen-Monitoring in milchwirtschaftlichen Betrieben durchgeführt wurde. Die milchwirtschaftlich relevanten Bakteriophagen wurden erfasst und ihre Wechselwirkungen mit den Wirtsbakterien analysiert.
Weitere Themen der Phagenforschung waren die Bedeutung von Prophagen für die Physiologie der Wirtszelle und die Rolle der Transduktion beim horizontalen Gentransfer.
Eine wichtige Methode für die Bearbeitung dieser Fragestellungen war die Elektronenmikroskopie, die in Kiel für den gesamten Forschungsverbund durchgeführt wurde. In den Arbeitsrichtungen „Bakteriophagen“ und „Oberflächenstarterkulturen“ wurden verschiedene Projekte entweder direkt mit Unternehmen der Milchwirtschaft, im Rahmen der industriellen Gemeinschaftsforschung, oder in EU-Projekten bearbeitet.

## Lehre
Wissenschaftler üben im Nebenamt Lehrtätigkeiten in verschiedenen Bereichen an der Christian-Albrechts-Universität Kiel aus. Dazu gehören Vorlesungen an der Mathematisch-Naturwissenschaftlichen Fakultät zu bakteriellen Transportmechanismen und zur Biologie der Bakteriophagen als Wahlpflichtveranstaltungen sowie ein Seminar zur Biotechnologie. An der Agrar- und Ernährungswissenschaftlichen Fakultät beteiligen sich Mitarbeiter des Instituts im Studiengang Ökotrophologie an den Modulen „Mikrobiologie und Hygiene“ und „Biotechnologie“ im Rahmen der Bachelor-Ausbildung. 2003 wurden sechs Diplom- und drei Doktorarbeiten im Fach Mikrobiologie sowie drei Doktorarbeiten ausländischer Stipendiaten im Fach Ökotrophologie angefertigt. Die enge Zusammenarbeit zwischen Universität und BAfM wurde 1998 durch den Abschluss eines Kooperationsvertrags zwischen beiden Einrichtungen auf eine offizielle Basis gestellt.